# لنف (رخية)
'

تعديل مصدري - تعديل

لنف هي إحدى قرى عزلة رخية بمديرية رخية التابعة لمحافظة حضرموت، بلغ تعداد سكانها 456 نسمة حسب تعداد اليمن لعام 2004.